# São Raimundo Nonato
São Raimundo Nonato é um município brasileiro do estado do Piauí, distante 576 km de Teresina, capital do estado. Criado em 1912, o município possui 38.934 habitantes, segundo censo de 2022 do Instituto Brasileiro de Geografia e Estatística (IBGE)  e 2 415,287 km², constituindo-se no município polo da microrregião homônima. Sua economia é baseada nos setores primário (agricultura e pecuária) e terciário (serviços).
No mês de agosto ocorrem festas em homenagem ao padroeiro do município, São Raimundo Nonato.
Em São Raimundo Nonato encontra-se localizado parte do Parque Nacional Serra da Capivara, um parque que envolve ao todo quatro municípios, sendo protegido pela Organização das Nações Unidas para a Educação, a Ciência e a Cultura (UNESCO) e que tem 129.140 hectares e um perímetro de 214 quilômetros, um dos maiores da Região Nordeste.
Atualmente três instituições públicas de ensino superior prestam serviço no município, são elas: Universidade Estadual do Piauí (UESPI), Instituto Federal de Educação Ciências e Tecnologia do Piauí e a Universidade Federal do Vale do São Francisco (Univasf).

## História
A região onde atualmente está localizado o município de São Raimundo Nonato era formada pelas fazendas do português Domingos Afonso Mafrense, doadas aos jesuítas da companhia de Jesus após sua morte. Em uma dessas fazendas, denominada Conceição, ao chegarem, os religiosos edificaram o Sobrado da Conceição, marco inicial da ocupação portuguesa e luso-brasileira.
De acordo com vestígios arqueológicos encontrados, todo o vale do Rio Piauí, onde a região se localizava, era habitado por indígenas silvícolas integrantes da tribo dos tapuias em diversos aldeamentos.
A chegada dos jesuítas foi acompanhada por colonos portugueses e aventureiros que, ao tomarem posse de áreas da região, entraram em conflito com a tribo de tapuias. O litígio foi agravado à medida que os colonizadores foram se tornando numerosos pois, usando de sua superioridade numérica e de armamentos, tentavam escravizar os silvícolas.
O conflito deflagrado entre colonos, índios e aventureiros pela posse da terra levaram a que Dom João Amorim Pereira, então governador da Capitania do Piauí, ordenasse ao comandante José Dias Soares a conquista da região, autorizando-lhe a distribuir parte das terras conquistadas aos seus comandados. O difícil trabalho de tomada das terras pelo comandante Zé Dias – como era conhecido – durou cerca de oito anos, nos quais sua tropa enfrentou perigos diversos e teve que promover abertura de estradas para deslocamento da expedição.
Em conjunto com os jesuítas, foi tentada a pacificação e a catequização dos indígenas, com parco sucesso, tendo ocorrido uma revolta durante uma distribuição de alimentos e vestuários aos tapuias, que foi sufocada com saldo de vários mortos e feridos. Tal fato resultou na emigração da maioria dos índios para uma região às margens do Rio Tocantins.
Consolidada a conquista e cessados os perigos, José Dias Soares e seus filhos Domingos Dias Soares e Gabriel Dias Soares estabeleceram-se no local onde hoje está situada a cidade de Caracol, dando-lhe o nome de Formiga. Com a chegada dos desbravadores os tapuias se afastaram, iniciando-se o processo de povoamento, com a construção das primeiras moradias e a exploração dos vastos maniçobais. O comandante distribuiu as terras pacificadas para seus companheiros da expedição, ocupando ele próprio, a fazenda Caracol, que tinha solo fértil e boas pastagens para criação de gado, onde firmou residência com sua família.
Iniciou-se então um ciclo de prosperidade na região. Foram criadas diversas fazendas, ampliando-se a lavoura e a criação de gado. O povoado desenvolveu-se com a construção de casas, abertura e alinhamento de ruas, criação de uma praça onde foi organizada uma feira de periodicidade semanal, aos sábados, na qual os lavradores e colonos vendiam e compravam produtos.
Em de 6 de julho de 1832 foi criado, por Decreto da Regência do Império, o distrito eclesiástico de São Raimundo Nonato com sede no lugar denominado Confusões, posteriormente transferida, em 1836 para o povoado Jenipapo. Foi elevado à categoria de Vila com a mesma denominação de São Raimundo Nonato pela Resolução Provincial nº 257, de 9 de agosto de 1850, por desmembramento dos municípios de Jaicós e Jerumenha, constituída pelo distrito sede e instalada em 4 de março de 1851.
Por meio da Lei Municipal, datada de 12 de janeiro de 1904, foram criados os distritos de Caracol e João Alves.
Foi alçado à condição de município, com a denominação de São Raimundo Nonato, pela Lei Estadual nº 669 de 26 de junho de 1912. Em 1933 voltou à condição de distrito, junto com Caracol. Em 22 de agosto de 1947, desmembra-se de Caracol e é novamente elevado à categoria de município.

## Geografia
Localiza-se a uma latitude 09°00'54" sul e a uma longitude 42°41'56" oeste, estando a uma altitude média de 332 metros.
Está localizado na Macrorregião dos Semiáridos Piauienses, compreendendo uma área irregular de quase três mil quilômetros quadrados. Tem como limite os municípios de Brejo do Piauí e João Costa ao norte, ao sul com Fartura do Piauí, a leste com Coronel José Dias e São Lourenço do Piauí e, a oeste com São Braz do Piauí e Bonfim do Piauí.

### Geologia
O contexto geológico do município é formado de dois domínios distintos:
- As rochas cristalinas do embasamento pré-cambriano;

O embasamento cristalino é constituído por gnaisses diversos pertencentes ao Complexo Sobradinho-Remanso, além de filitos, mármore, quartzitos e xistos da Unidade Barra Bonita e, por fim; os granitos.
- As coberturas sedimentares do Fanerozoico.

As coberturas sedimentares são representadas por arenitos e conglomerados do Grupo Serra Grande; folhelhos e siltitos da Formação Pimenteiras; arenitos e conglomerados da Formação Cabeças e; areias, argilas, cascalhos e lateritas dos Depósitos Colúvio- Eluviais.
Apresenta um relevo de acentuadas ondulações e bastante irregular na sua maior parte. Destacam-se como característicos do relevo do município os grandes cânions da Serra da Capivara, onde segundo algumas teorias já foi uma região extremamente úmida e alagada. A altitude pode variar dos 150 metros até 600 metros acima do nível do mar.

### Vegetação
O bioma predominante é o da caatinga, representada pela sua subvariação arbórea e arbustiva. Com uma vegetação típica dos chamados chapadões piauiense o município possui uma flora bastante diversificada, formada em sua grande maioria por árvores de médio e grande porte, o que é bastante incomum na caatinga estépica, típica do clima semiárido.
Considerado zona de transição climática, o semiárido do sudoeste piauiense caracteriza-se também pela ocorrência dos campos de cerrados, vegetação predominante na Região Centro-Oeste e em todo o extremo sul do Piauí.

### Hidrografia

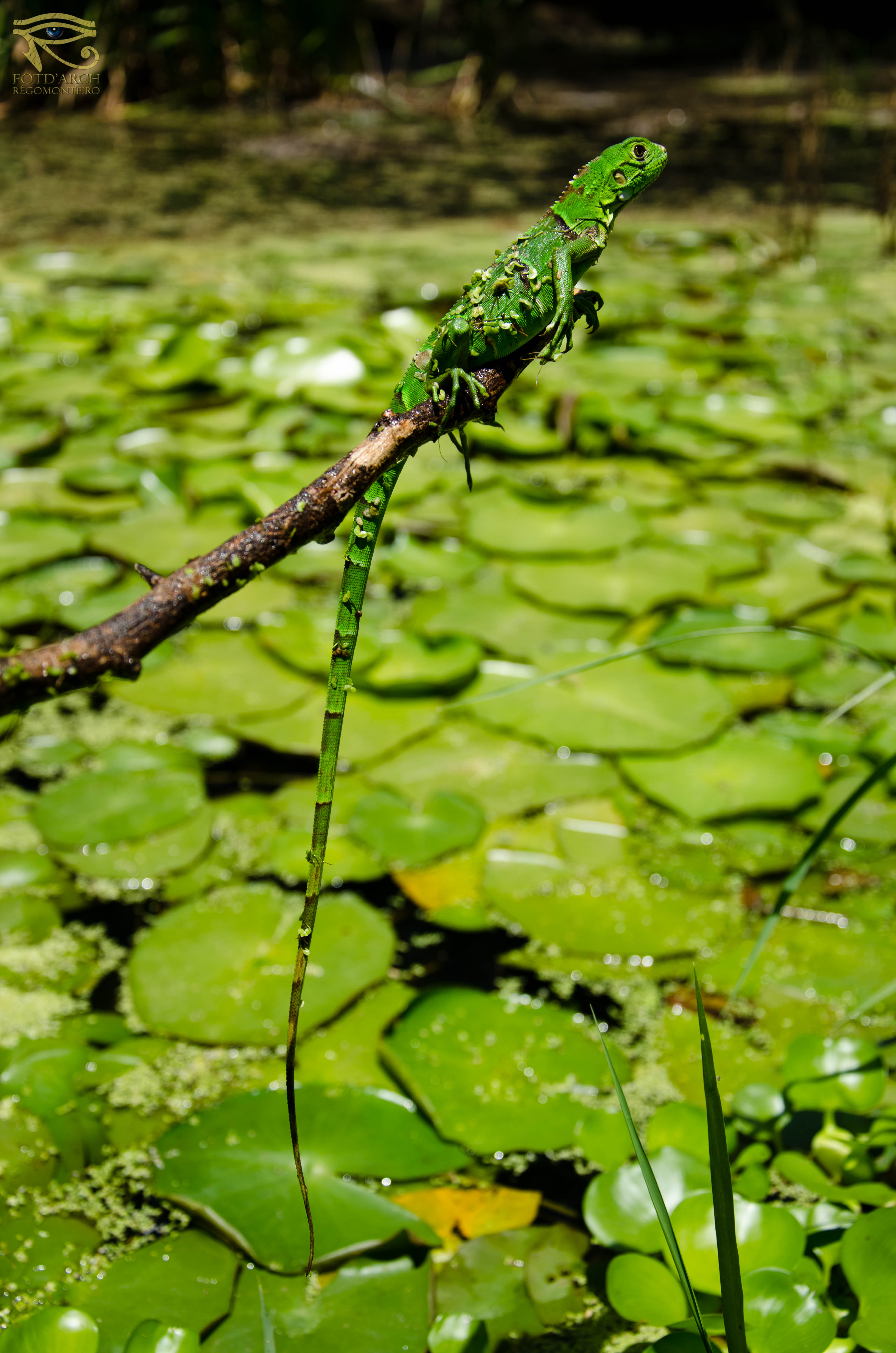
Fauna do Rio Piauí no Bosque de Algarobas

Em ampla análise, o município pertence à bacia do Rio Parnaíba, a mais extensa entre as 25 bacias existentes no nordeste. No contexto regional integra a sub-bacia do Rio Piauí, rio que nasce sobre o Planalto Meio Norte, região de Caracol.
Os principais cursos d´água que drenam o município são os riachos, Canário e Baixão do Sítio, além do Rio Piauí, o qual tem seu leito represado logo acima da sede municipal. Dentro do perímetro urbano existem ainda duas lagoas naturais, são elas, Lagoa do Mato e Lagoa de Santa Fé.
No plano hidrogeológico, três principais domínios podem ser destacados:
- Rochas Cristalinas;

As rochas cristalinas representam o que é denominado comumente de “aquífero fissural”. Compreendem uma enorme variedade de rochas pré-cambrianas do embasamento cristalino, representadas por granitos e as pertencentes à Unidade Barra Bonita e Complexo Sobradinho-Remanso. Como basicamente não existe uma porosidade primária nesses tipos de rochas, a ocorrência de água subterrânea é condicionada por uma porosidade secundária representada por fraturas e fendas, o que se traduz por reservatórios aleatórios, descontínuos e de pequena extensão.
- Rochas sedimentares;

As unidades pertencentes à categoria de rochas sedimentares são da Bacia do Maranhão e englobam as Formações Pimenteiras, as rochas do Grupo Serra Grande. As Formações Pimenteiras apresenta na sua constituição litológica, rochas de baixa permeabilidade..
- Coberturas Colúvio-Eluviais.

Os depósitos colúvio-eluviais correspondem a coberturas de sedimentos detríticos, que em função da reduzida espessura e descontinuidades, têm pouca expressão como mananciais para captação de água subterrânea.
Ao longo de toda a sua extensão, o município possui 97pontos d’água, considerando poços escavados, represas e lagoas. Existem ainda cerca de 56 poços tubulares de domínio público, os quais são alternativa ao abastecimento de água durante a vigência do período de estiagem.

### Clima
O município está situado na mesorregião climática do semiárido piauiense. Possui um comportamento pluviométrico bastante irregular e com características tropicais.
De acordo com a classificação climática de Köppen-Geiger o clima é classificado como BSh. Possui temperatura média de 26.6 °C e a pluviosidade média anual é de 697 mm.
Agosto é o mês mais seco, com pluviosidade reduzia a quase zero, já o mês de março tem a maior precipitação, com uma média de 140 mm. Com uma temperatura média de 28.1 °C, outubro se caracteriza como o mês mais quente do ano, ao contrário de julho, o mais ameno, com temperatura média de 24.9 °C. Ao longo do ano as temperaturas médias variam 3.2 °C.
Fator que também chama bastante a atenção nessa região é a elevada amplitude térmica. Para se ter uma ideia, na região do Parque Nacional da Serra da Capivara as temperaturas mínimas podem alcançar os 10 °C, enquanto que as máximas podem passar dos 40 °C.
Em médias históricas, a irregularidade pluviométrica já oscilou entre 250,5 mm em 1932, ano de seca catastrófica, e 1.269 mm em 1974. O baixo índice pluviométrico do município é quase duas vezes inferior ao índice de evapotranspiração, que ao longo do ano pode ficar em torno dos 1.462,4 mm.

## Demografia
Como mostra os dados do PNUD, o município de São Raimundo Nonato apresenta um quadro de desenvolvimento populacional relativamente estável. Entre os anos de 1991 e 2010 a região apresentou considerável aumento no quadro populacional.
Após os anos 2000 a população de São Raimundo Nonato veio crescendo a uma taxa média anual de 1,97%, acima do apresentado a nível nacional, que teve uma taxa de crescimento médio de 1,01%, no mesmo período. Nesta última década, a taxa de urbanização do município passou de 64,65% para 65,78%. Em 2010 viviam, no município, 32 327 pessoas. Segundo estimativas do IBGE, o município possuía uma população de 35 035 habitantes em julho de 2021.
A mortalidade infantil no município passou de 34,6 por mil nascidos vivos, em 2000, para 22,8 por mil nascidos vivos, em 2010. Em 1991, a taxa era de 43,8. A expectativa de vida foi um fator que também tem se destacado entre o ano 1991 e 2010, subindo de 65,2 anos para 71,8 anos.

### IDH

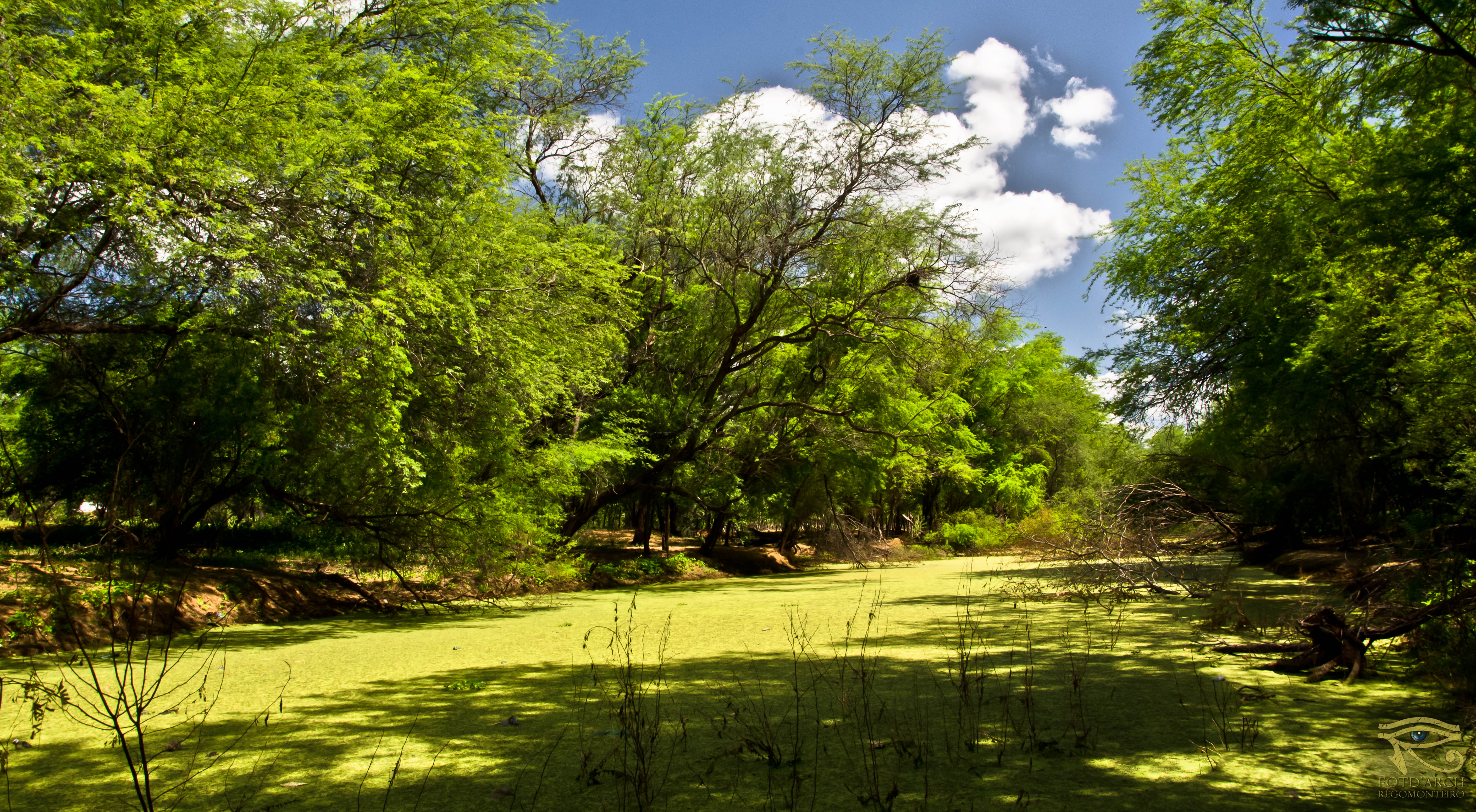
Leito do Rio Piauí no perímetro urbano

O Índice de Desenvolvimento Humano de São Raimundo Nonato é 0,661, o que situa esse município na faixa de Desenvolvimento Humano Médio. A dimensão que mais contribui para o IDHM do município é Longevidade, com índice de 0,779, seguida de Renda, com índice de 0,631, e de Educação, com índice de 0,587.
Entre 1991 a 2010, o IDH do município passou de 0,394 para 0,661. Isso implica uma taxa de crescimento de 67,77% para o município. No município, a dimensão cujo índice mais cresceu em termos absolutos foi Educação, seguida por Renda e por Longevidade.
A evolução do IDH do município se deu da seguinte forma:
- 1991 – 0,394
- 2000 – 0,497
- 2010 – 0,661

### Índice de Gini
O Coeficiente de Gini é um indicador que mede o grau de concentração de renda. Aponta a diferença entre os rendimentos dos mais pobres e dos mais ricos. Quanto mais próximo de zero esse índice indica a melhora na igualdade socioeconômica da região.
Entre 1991 e 2010 a renda per capita média do município cresceu 87,90%, passando de R$ 81,22, em 1991, para R$ 152,61, em 2010. A proporção de pessoas pobres, ou seja, com renda domiciliar per capita inferior a R$ 140,00, passou de 78,48% para 62,64%.
Apesar do crescimento na renda per capita do município, o período entre os anos de 1991 e 2010 não foi notado melhora absoluta no índice de gini. Ao longo dessas duas últimas décadas esse indicador sofreu pequenas variações, em 1991 era de 0,58, em 2000 diminuiu para 0,54, e em 2010 passou para 0,55.

## Subdivisões administrativas

### Subdivisão geográfica
- Mesorregião do Sudeste Piauiense;
- Microrregião de São Raimundo Nonato.

### Subdivisão de planejamento
O “Planejamento Participativo para o Desenvolvimento Sustentável” é um recurso, cunhado pelo Governo do Estado do Piauí, que visa desenvolver um amplo e participativo processo de planejamento territorial. Além de definir estratégias de desenvolvimento de médio e longo prazo, tal planejamento tem como ênfase a elaboração e implementação de planos regionais, tornando fundamental a participação efetiva dos municípios e comunidades.
No plano estadual de desenvolvimento o município se situa:
- Macro região dos Semiáridos Piauienses;
- Território Integrado da Serra da Capivara;
- Aglomerado 17.ela tinha 12 ele fe sefos

## Economia
| |        |
| \| Impostos \| 9,4 % \| \| Serviços \| 77 % \| \| Agropecuária \| 1 % \| \| Indústria \| 12,6 % \| |        |
| Impostos                                                                                           | 9,4 %  |
| Serviços                                                                                           | 77 %   |
| Agropecuária                                                                                       | 1 %    |
| Indústria                                                                                          | 12,6 % |

Predominantemente a economia municipal se sustenta nas atividades do setor de prestação de serviços, que responde por 77% do PIB do município. Em seguida aparece o setor de indústrias com 13% do PIB.
O município produz um Produto Interno Bruto a preço corrente de 215.978,00 mil reais anuais, o que constitui uma renda per capita anual de 6.515,58 mil reais, e de 542,97 reais mensais. O município possui o maior PIB do Território Integrado da Serra da Capivara, seguido por São João do Piauí.
O município apresenta estável quadro de evolução de seu panorama econômico, só entre os anos 2000 e 2010 a taxa da população acima de 18 anos, considerada economicamente ativa passou de 65,42% para 66,80%. Em contrapartida, nesse mesmo período, a taxa de desemprego apresentou um leve decréscimo, passando de 6,20% em 2000 para 5,56% em 2010.

## Infraestrutura

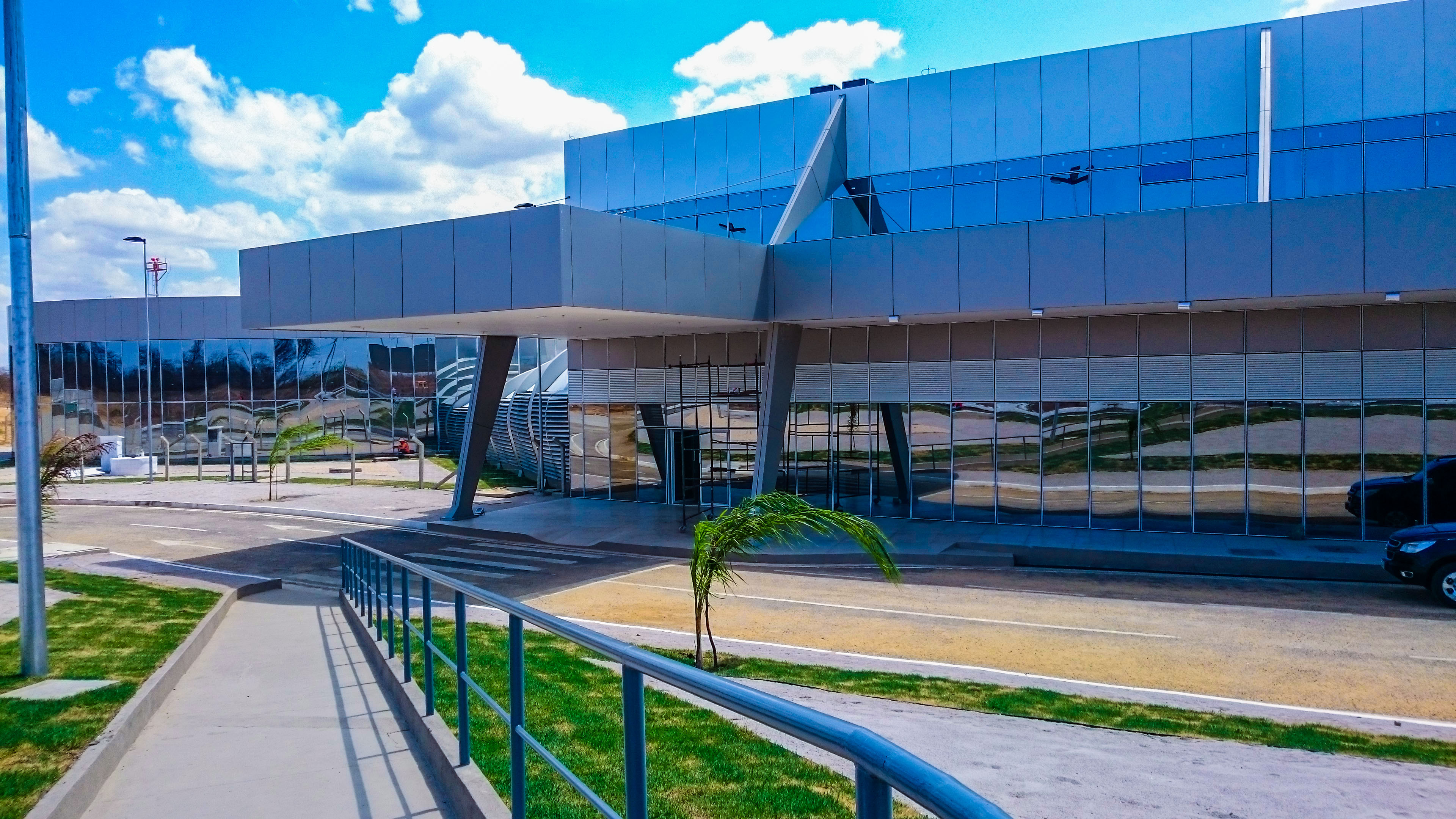
Aeroporto Serra da Capivara

### Rodovias
- BR-020 - Ligação Brasília  Distrito Federal - Fortaleza  Ceará
- PI-140 - Ligação Dirceu Arcoverde  Piauí (Fronteira Piauí/Bahia) - Floriano (Piauí)  Piauí (Fronteira Piauí/Maranhão)

### Aeroporto
A cidade conta com o Aeroporto de São Raimundo Nonato.

## Cultura

### O Polo Turístico das Origens
Junto a 17 outros municípios do estado, o município integra a região turística do polo das origens, onde o Parque Nacional da Serra da Capivara, junto ao Parque Nacional da Serra das Confusões, são os principais atrativos.
Tombado como Patrimônio Histórico e Cultural da Humanidade pela UNESCO, o Parque Nacional Serra da Capivara representa um dos mais importantes exemplares do patrimônio histórico-cultural do país.
O Festival Interartes foi uma mostra de artes de vanguarda internacional realizada no Parque Nacional Serra da Capivara, cidade de São Raimundo Nonato - Piauí entre 2003 e 2004. Uma das maiores ações culturais realizadas no Piauí, em apenas duas edições, o Interartes reuniu mais de 7.000 espectadores em uma programação variada, de conteúdos estéticos e linguagens contrastantes , com artistas de diversas partes do mundo. O evento cruzava música regional, erudita, dança, circo e mímica, num palco em pela Pedra Furada, uma das paisagens-símbolo do Parque Nacional Serra da Capivara, em plena caatinga piauiense.

#### Principais pontos turísticos
- Parque Nacional Serra da Capivara - Patrimônio Histórico-Cultural da Unesco.
- Museu do Homem Americano - Responsável pelo armazenamento e exibição dos achados históricos e pré-históricos do Parque Nacional Serra da Capivara.
- Cruzeiro - Ponto turístico onde as pessoas fazem romarias e promessas.
- Catedral de São Raimundo Nonato – Importante referencial da cultura religiosa no Território da Serra da Capivara.
- 5 motivos para você visitar São Raimundo Nonato

### Entretenimento

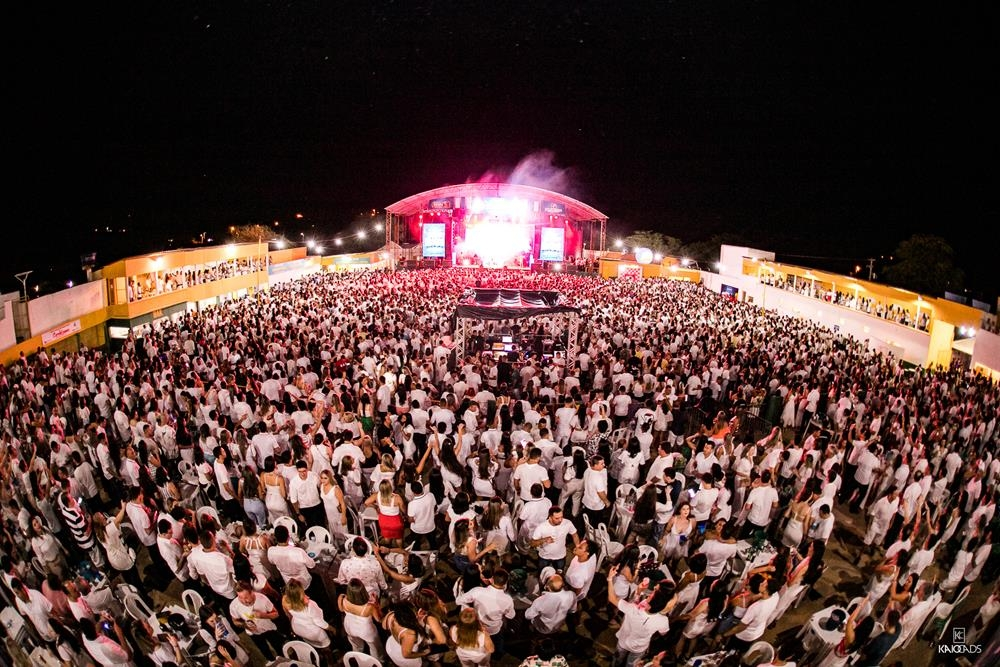

A uma década sendo o maior pré-reveillon do Piauí, a Festa do Branco faz a cidade de São Raimundo Nonato ficar agitada. Turistas de todo o Brasil vão a São Raimundo Nonato e formam a maior festa de fim de ano do Piauí. 
A Festa do Branco já trouxe grandes nomes da música como Wesley Safadão, Xand Avião, Bell Marques, Nattan, Mari Fernandes, Saia Rodada, Avine Vinny e vários outros. A festa foi criada por Darlan Ribeiro e Almeida Neto em 2012 e vêm sendo tradição desde então.

## Personalidades
Hamilton da Silva Baldoino, eleito prefeito de São Raimundo Nonato em 1988 pelo PSB com 8.922 votos, desempenhou um papel fundamental no processo de desmembramento e emancipação de diversos povoados do município, que se tornaram municípios independentes. Em 29 de abril de 1992, pela Lei nº 4.477, sancionada pelo governador Antonio de Almeida Freitas Neto e aprovada pela Assembleia Legislativa do Piauí, os povoados de Bonfim do Piauí, Coronel José Dias, São Lourenço do Piauí e Várzea Branca foram oficialmente desmembrados de São Raimundo Nonato.
O processo de emancipação contou com o apoio decisivo de figuras políticas influentes, incluindo o próprio prefeito Dr. Hamilton Baldoino, Marcelo Castro, Valdemar Macedo e Expedito Rodrigues do Nascimento. Esses líderes foram fundamentais na defesa e articulação para que esses territórios alcançassem autonomia administrativa. A criação dos novos municípios representou uma conquista significativa para as comunidades locais, que ganharam a possibilidade de desenvolver administrações independentes, adequadas às suas necessidades, e reforçou a descentralização da gestão pública no Território Serra da Capivara.
O empenho de Dr. Hamilton Baldoino e dos demais defensores da causa foi essencial para promover a emancipação política dessas áreas, gerando benefícios para a população ao ampliar o acesso a políticas públicas e serviços municipais de maneira mais próxima e personalizada.
- Waldir Ribeiro Dias
- Dom Inocêncio López Santamaria - Desembarcou ao Brasil, no estado do Rio de Janeiro, no dia 5 de janeiro de 1931. O religioso chegou a São Raimundo Nonato, no dia 18 de janeiro do mesmo ano e tomou posse no dia 22. Pode se tornar o primeiro santo do Piauí. Foi instalado o Tribunal Eclesiástico para a Causa de Beatificação e Canonização do religioso, que foi o terceiro bispo prelado da então Prelazia Bom Jesus do Gurgueia, hoje Diocese de São Raimundo Nonato.[16]
- Gaspar Dias Ferreira - Foi vereador de São Raimundo Nonato duas vezes, entre 1954 e 1962. Em seguida, foi prefeito em três oportunidades (1962-1966, 1982-1986 e 1992-1996). Em 2001, exerceu o cargo de secretário estadual de Agricultura, Abastecimento e Irrigação na gestão de Hugo Napoleão do Rego Neto.[17]
- Margarete de Castro Coelho - primeira mulher na história a assumir a chefia do Poder Executivo piauiense. Eleita vice-governadora do estado do Piauí em 2014, foi deputada estadual na legislatura 2011-2015. Teve como base política sua carreira como advogada eleitoralista.
- Maria Sebastiana Torres da Silva - Sanfoneira ícone da cultura popular local.[18]
- Coronel José Dias de Sousa - Deputado constituinte e tenente-coronel da Guarda Nacional
- Miss Piauí 1971, Maria de Fátima Macêdo Costa, primeira Miss Piauí por São Raimundo Nonato.[19]
- Edson Dias Ferreira, deputado, autor do projeto de lei de 1947 que emancipou pela segunda vez o povoado de São Raimundo Nonato, desmembrando o distrito de Caracol, também emancipado na mesma data.[20]
- Deputado João Batista de Castro Dias
- Deputado Federal Marcelo Castro
- Deputado Newton de Castro Macedo
- Deputado Waldemar de Castro Macedo
- Deputado Raimundo Paixão[21]
- Senador Manuel da Silva Dias

## Rádio e TV

### Estações de rádio
Consulte abaixo a listagem das rádios que são captadas em São Raimundo Nonato:
Predefinição:Estações de rádio de São Raimundo Nonato

### Emissoras de TV
Consulte abaixo a listagem dos canais de televisão que são captadas em São Raimundo Nonato: